# Jumping Flash! 2
Jumping Flash! 2: Big Trouble in Little Muu (ジャンピングフラッシュ! 2 アロハ男爵大弱りの巻 Janpingu Furasshu! Tsū: Aroha Danshaku Ō Yowari no Maki?) es un videojuego de plataformas en primera persona desarrollado por Exact y MuuMuu y publicado por Sony Computer Entertainment para PlayStation en 1996. Es la secuela directa de Jumping Flash!, que se lanzó el año anterior. Más tarde fue relanzado para PlayStation 3 y PlayStation Portable a través de PlayStation Network en 2009. 
El juego gira en torno al robótico conejo Robbit mientras busca a MuuMuus perdidos, que se encuentran dispersos en diferentes niveles en el juego por el Capitán Kabuki. Robbit debe explorar cada nuevo mundo expansivo para recuperar todos los MuuMuus perdidos. Al igual que su predecesor, el juego se presenta en una perspectiva en primera persona. Gran parte de la interfaz se transfirió desde el primer Jumping Flash! al segundo para ahorrar tiempo durante el desarrollo. Las nuevas características incluyen una distancia de dibujado mucho más larga, una IA del enemigo actualizada y un medidor que muestra si Robbit puede o no realizar un salto triple.
Similar a su predecesor, Jumping Flash! 2 fue bien recibido por los críticos, quienes elogiaron el juego por su interfaz actualizada, gráficos avanzados y jugabilidad. Sin embargo, también como su predecesor, fue criticado por su corta duración, la falta de jugabilidad desafiante y las similitudes cercanas con el primer juego. A pesar de esto, Jumping Flash! 2 ganó suficiente popularidad como para generar una secuela final, Robbit Mon Dieu.

## Trama
El juego se establece después de un tiempo no revelado después de la primera entrega de la serie, Jumping Flash!. Después de que Robbit denuncia los planes de Baron Aloha para apoderarse de Crater Planet (eventos del primer juego), Aloha huye por su vida y regresa a su planeta natal, Little Muu.
Sin embargo, mientras planea su venganza, llega el turno de Aloha para enfrentar el temor de que su planeta sea atacado. Un invasor alienígena hostil conocido como el Capitán Kabuki (con la voz de Lorelei King) desciende sobre el Pequeño Muu y comienza a desarmarlo, pieza por pieza, contrastando con lo que Aloha había intentado hacerle al Crater Planet en el primer juego. Aloha huye de la embestida en su pod espacial y aterriza en un asteroide lejos de Little Muu, donde pide ayuda a su enemigo jurado, el Ayuntamiento de Universal. Una vez más, Robbit es enviado para ayudar, y logra liberar las partes de Little Muu que Kabuki ha tomado, y en última instancia se enfrenta a Kabuki en combate mortal. Robbit derrota a Kabuki, lo que hace que este último escape.
Aún con rencor contra Robbit, Aloha busca a Kabuki y lo convence de que forme una alianza para que puedan destruir a Robbit juntos. A cambio, Aloha le pagará a Kabuki una gran cantidad de dinero, y Kabuki, también deseando vengarse de Robbit, está de acuerdo. Aloha y Kabuki atacan a Little Muu juntos, lo que lleva a Robbit a tomar acción nuevamente. Finalmente, Robbit y Kabuki luchan entre sí una última vez, y Robbit logra destruir a Kabuki de una vez por todas, mientras que Aloha huye por su vida una vez más. Al final del juego, Aloha regresa a Little Muu, pero es rechazado por todos los MuuMuus, quienes ahora lo resienten por asociarse con Kabuki (que había intentado destruirlos a todos) e intentaron destruir a Robbit, que les había salvado la vida. Lo sacan de la barra y le dicen que nunca regrese.

## Jugabilidad
La jugabilidad de Jumping Flash! 2 es virtualmente idéntico a su predecesor; El juego se presenta en una perspectiva en primera persona, y el jugador puede moverse libremente en un mundo tridimensional y girar la cámara en cualquier dirección. La interfaz de usuario se parece a muchas de las características de su predecesora; la parte superior de la pantalla muestra el tiempo restante, el puntaje del jugador y uno de los cuatro compañeros de la IA de Robbit que ofrece advertencias, recordatorios y sugerencias al jugador.
A pesar de sus similitudes, sin embargo, el juego ofreció muchos cambios nuevos. En lugar de recoger cuatro Jet Pods, el jugador-personaje debe rescatar a cuatro MuuMuus en cada nivel antes de salir. Otra nueva adición es la nueva interfaz, que muestra a uno de los acompañantes de IA de Robbit, una barra de salud, un cronómetro y un medidor de salto que muestra si el jugador es elegible para un salto triple. Otras nuevas adiciones incluyen los orbes de poder como un encendido adicional y la capacidad de obtener Medallas de rendimiento. Se puede otorgar una determinada Medalla de rendimiento dependiendo de cómo el jugador complete un nivel. Por ejemplo, jugar a través de un solo nivel sin disparar ninguna arma recompensará al jugador con la medalla del Niño Flor. Hay un total de doce medallas para coleccionar.
Sin embargo, idéntico a su predecesor, el núcleo del juego se centra en la capacidad del jugador para hacer que Robbit salte y dispare proyectiles a los enemigos. Robbit puede saltar hasta tres veces (como lo indica la nueva interfaz), lo que le permite alcanzar alturas extremas en el juego. Al igual que con la primera entrega, Jumping Flash! 2 introdujeron nuevos power-ups y armas en el juego, como un potente rayo láser, misiles y minas de viaje. Además de las nuevas armas, el jugador puede encontrar y usar las armas más antiguas en forma de fuegos artificiales para causar un daño masivo a los enemigos. Otras armas incluyen bombas de cereza, cohetes y velas romanas. El jugador aún tiene la capacidad de disparar proyectiles de baja potencia donde la retícula del objetivo está centrada en el centro de la pantalla.

## Desarrollo y lanzamiento
Al igual que con la primera entrega, Jumping Flash! 2 fue codesarrollado los desarrolladores japoneses Exact Co., Ltd y MuuMuu Co. Ltd., anteriormente conocido como Ultra. El motor del juego y la mayor parte de la interfaz se transfirieron de su predecesor a Jumping Flash! 2 para ahorrar tiempo durante el desarrollo. A pesar de las similitudes iniciales, los desarrolladores decidieron dar Jumping Flash! 2 una distancia de dibujado mucho mayor, texturas de mayor calidad y IA actualizada del enemigo para darle al juego una perspectiva en 3D en primera persona más memorable. Jumping Flash! 2 no fue diseñado para ser un demo, a diferencia de su predecesor.
La música tanto para el primer juego como para Jumping Flash! 2 fue compuesta por los videojuegos japoneses y el compositor de música anime Takeo Miratsu. Muchas de las pistas se incluyeron con las canciones del juego anterior (para las cuales Miratsu también compuso la música) en el Jumping Flash! 2 Original Soundtrack. La banda sonora fue publicada por Antinos Records en Japón en 1996. Jumping Flash! 2 fue relanzado como un juego descargable para PlayStation 3 y PlayStation Portable a través de PlayStation Network en 2009, con los mismos controles e interfaz que la versión de 1996.

## Recepción
Al momento del lanzamiento, Jumping Flash! 2 recibió críticas mayormente positivas. Un crítico de Next Generation comentó que "Si bien es casi imposible que cualquier secuela tenga el mismo impacto que un original, JF2 hace un excelente trabajo de recreación de la magia del primer juego, pero aún así agrega detalles creativos e ideas frescas". Encontró que, al igual que el original, el juego es demasiado fácil y, en particular, que la impresionante presencia visual de los jefes se pierde cuando el jugador los derrota en cuestión de segundos. Sin embargo, señaló que los niveles son mucho más grandes que los originales e incluyen bonificaciones ocultas, lo que le confiere una mayor longevidad. Dan Hsu y Sushi-X de Electronic Gaming Monthly criticaron que el juego es más como un paquete de expansión del original Jumping Flash! que un juego nuevo, mientras que Shawn Smith y Crispin Boyer lo aplaudieron por tener gráficos mucho mejores y niveles más grandes que el original. Mayor Mike de GamePro descubrió que hizo una secuela satisfactoria, señalando adiciones como los viajes bajo el agua y la capacidad de montar objetos. También elogió la falta de pixelización y las escenas de video de movimiento completo, pero estuvo de acuerdo con Next Generation en que el juego es demasiado corto y demasiado fácil. El personal de IGN quedó impresionado por los nuevos mundos expandidos del juego y la inclusión de mundos de bonificación, y observó que a pesar de no diferir significativamente del primer Jumping Flash!, el juego "aún funciona". La revista japonesa de juegos Famitsu otorgó el juego como uno de los mejores 120 juegos revisados por la publicación en 2000.
En una revisión retrospectiva, Shawn Sackenheim de Allgame también encontró que la principal desventaja del juego es que es demasiado corto y demasiado fácil. Sin embargo, encontró que el nuevo modo de Time Attack y la historia ampliada son interesantes características nuevas que amplían la jugabilidad. Sackenheim declaró que a pesar de los complementos menores y las texturas renovadas, Jumping Flash! 2 fue esencialmente una actualización técnica del original de 1995.  Otras críticas incluyen que el juego es demasiado corto a pesar de que Game Revolution citó que el juego ofreció un total de 32 niveles si se incluye el epílogo "repetitivo". Game Revolution también dijo que Jumping Flash! 2 fue una "muy buena secuela con mejores gráficos, saltos más altos y muchos más niveles", y que al lanzar el juego "realmente [sobresalió] más allá de la competencia".